# Петър Колев (футболист)
Вижте пояснителната страница за други личности с името Петър Колев.
Петър Колев е български футболист. Водил е дубльорите на „Берое (Стара Загора)“ и „Ал-Кадисия“, от 2011 до 2014 г. е асистент треньор на Димитър Димитров в „Черноморец“.

## Кариера
Играл е на поста защитник за отборите на Хасково (Хасково), Локомотив (Горна Оряховица)., Велбъжд (Кюстендил), Локомотив (Пловдив), Родопа (Смолян) и Берое (Стара Загора). През сезон 2003/04 печели А група, с Локомотив (Пловдив), а през сезон 2000/01 е бронзов медалист с Велбъжд (Кюстендил)..